# Новоселки (Сеченовский район)
Новоселки — деревня в Сеченовском районе Нижегородской области России. Входит в состав Васильевского сельсовета.

## География
Деревня находится в юго-восточной части Нижегородской области, в зоне хвойно-широколиственных лесов, на правом берегу реки Малая Медяна, при автодороге 22Н-3804, на расстоянии приблизительно 10 километров (по прямой) к северо-западу от Сеченова, административного центра района.
Климат
Климат характеризуется как умеренно континентальный, с коротким тёплым летом и холодной продолжительной малоснежной зимой. Среднегодовая температура — 3,9 °C. Средняя температура воздуха самого тёплого месяца (июля) — 19 °C (абсолютный максимум — 38 °C); самого холодного (января) — −12 °C (абсолютный минимум — −44 °C).
Часовой пояс
Деревня Новоселки, как и вся Нижегородская область, находится в часовой зоне МСК (московское время). Смещение применяемого времени относительно UTC составляет +3:00.

## Население
| 2002 | 2010 |
| ---- | ---- |
| 78   | ↘50  |

Национальный состав
Согласно результатам переписи 2002 года, в национальной структуре населения мордва составляла 83 % из 78 чел.